# Konwergencja (telekomunikacja)
Konwergencja – łączenie ofert internetowych, telefonicznych i telewizyjnych na bazie technologii mobilnych i stacjonarnych, z których można korzystać wszędzie i na różnych urządzeniach.
Przykładem konwergencji jest umieszczenie telefonii oraz transmisji danych na wspólnym urządzeniu, dzięki czemu na smartfonach można jednocześnie wykonywać połączenia telefoniczne i korzystać z internetu. Pojawienie się komunikacji cyfrowej pod koniec XX wieku umożliwiło przekazywanie tekstu, dźwięku oraz obrazu za pomocą tych samych łączy, przewodowych, bezprzewodowych czy też światłowodowych. O pojawieniu się konwergencji w telekomunikacji można mówić od 1995 r., kiedy przedstawiono projekty pierwszych rozwiązań jednoczesnej transmisji głosu i danych, na międzynarodowym forum telekomunikacyjnym Telecom 95 w Genewie. Z kolei Rangone i Tirconi twierdzą, że konwergencja między branżą telekomunikacyjną i informatyczną zachodziła wcześniej, bo już w latach 80. XX wieku, dzięki czemu powstała teleinformatyka (ICT).
Przykładem konwergencji jest udostępnianie treści prasy drukowanej za pośrednictwem internetu, a także transmisja programów rozgłośni radiowych i telewizyjnych przez internet. Spośród nowoczesnych przykładów konwergencji można wymienić wykonywanie połączeń głosowych za pomocą internetu, wideo na życzenie lub telefonię konwergentną, czyli łączenie telefonii stacjonarnej i komórkowej. Konwergencja telekomunikacyjna to też np. odbieranie faksów na skrzynkę e-mailową.
Konwergencja koncentruje różne technologie w jednym miejscu. Nowoczesne telefony komórkowe zostały wyposażone w aparaty fotograficzne i mogą pomieścić obrazy, filmy, muzykę i inne media. Producenci zaczęli też umieszczać w telefonach komórkowych bardziej zaawansowane funkcje, takie jak kamery wideo, odbiorniki GPS, czy też przechowywanie danych. Przykładem konwergencji technologii przez firmy telekomunikacyjne jest telefonia 3G, zakładająca transmisję wideo i transmisję pakietową. Tak jak w połowie XX wieku telewizja dokonała konwergencji filmów i radia, tak obecnie sama telewizja podlega konwergencji z telefonią komórkową i internetem. Konwergencja tradycyjnej telewizji i internetu stała się popularna w ostatnich latach dzięki telewizji hybrydowej. Z kolei telefony komórkowe mogą obecnie wykonywać zadania, które do niedawna wydawały się niewiarygodne, takie jak dokonywanie płatności, czy zarządzanie inteligentnym domem.
Zapowiedzią konwergencji
różnych branż w przyszłości mogą być samochody same powiadamiające odpowiednie służby o wypadku (telekomunikacja i motoryzacja), czy też połączenia alarmowe dla starszych i chorych w razie nagłego pogorszenia się stanu zdrowia lub podstawowe porady medyczne świadczone za pomocą wideołączy (telekomunikacja i medycyna)